# 17051 Oflynn
A 17051 Oflynn (ideiglenes jelöléssel 1999 FW46) a Naprendszer kisbolygóövében található aszteroida. A LINEAR projekt keretében fedezték fel 1999. március 20-án.